# Marek Głuszko
Rafał Marek Głuszko – polski dyplomata i historyk, konsul generalny w Kolonii (od 2024).

## Życiorys
Ukończył studia germanistyczne na Wydziale Humanistycznym Uniwersytetu Marii Curie-Skłodowskiej w Lublinie (1996). Kształcił się także na Uniwersytecie w Heidelbergu oraz podyplomowo z zakresu integracji europejskiej i międzynarodowych stosunków gospodarczych w Kolegium Europejskim w Hamburgu (1998).
Od 1999 związany zawodowo z Ministerstwem Spraw Zagranicznych. W 2002 został urzędnikiem służby cywilnej. Pracował w Departamencie Polityki Kulturalno-Naukowej, Departamencie Promocji oraz Departamencie Dyplomacji Publicznej i Kulturalnej, w tym jako naczelnik Wydziału Europejskiej Współpracy Dwustronnej (2016–2019). Przebywał na placówkach w: Kolonii jako stażysta, Hamburgu jako wicekonsul do spraw współpracy kulturalnej (2003–2007), Rydze jako wicekonsul do spraw konsularnych i Polonii (2009–2014) oraz Bernie jako kierownik Wydziału Konsularnego (2020–2024). W październiku 2024 objął funkcję konsula generalnego w Kolonii.
Kilkukrotnie reprezentował MSZ w Radzie Polsko-Niemieckiej Współpracy Młodzieży. W latach 2008–2009 oraz 2014–2019 z ramienia MSZ wchodził w skład Rady Zarządzającej polsko-niemieckiego projektu „Podręcznik do nauczania historii”.
Jako historyk zajmuje się stosunkami polsko-niemieckimi, polskim dziedzictwem kulturowym Inflant i Kurlandii, stosunkami polsko-łotewskimi. Za książkę Polacy w Lipawie, historia znana, nieznana, zapomniana został wyróżniony przez radę miasta Lipawy tytułem „Lipawczyka Roku 2019” oraz Nagrodą „Przeglądu Wschodniego” za 2018 w kategorii „Popularyzacja problematyki wschodniej” (2019).

## Publikacje książkowe
- Marek Głuszko, Polacy w Lipawie: historia znana, nieznana, zapomniana = Poļi Liepājā: zināmā, nezināmā, aizmirstā vēsture, Liene Gūtmane (tłum.), Warszawa: Narodowy Instytut Polskiego Dziedzictwa Kulturowego za Granicą "Polonika", 2018, ISBN 978-83-66172-04-3 [dostęp 2024-11-01] (pol. • łot.). Brak numerów stron w książce
- Marek Głuszko, Nie tylko Kurmen : śladami Komorowskich na Łotwie = Ne tikai Kurmene : pa Komorovsku pēdām Latvijā, Liene Gūtmane (tłum.), Riga: Embassy of The Republic of Poland in Riga, 2015, OCLC 1036358632 (pol. • łot.). Brak numerów stron w książce